# Galaga
Galaga (japonès: ギャラガ, Hepburn: Gyaraga, pronunciació: /ɡælʌɡə/) és una màquina recreativa fabricada per Namco al Japó i per Midway a l'Amèrica del Nord el 1981. És una continuació del Galaxian de 1979. La jugabilitat de Galaga posa al jugador en control d'una nau espacial que es troba a la part inferior de la pantalla, amb extraterrestres enemics que arriben a la formació al principi d'un nivell, intentant destruir, col·lidir o capturar la nau espacial, amb el jugador progressant cada cop que les forces extraterrestres són vençudes.
Galaga és un dels jocs més comercials i amb èxit de l'edat d'or de les màquines recreatives. La seva versió recreativa ha estat portada a moltes consoles, i ha tingut diverses continuacions. El 2011, el joc va celebrar el seu 30è aniversari amb l'estrena de Galaga 30th Collection per a iOS.

## Per a més informació
- Sellers, John. Arcade Fever: The Fan's Guide to the Golden Age of Video Games.  Running Press, 2001. ISBN 0-7624-0937-1.